# Byer i Skotland
Dette er en liste over byer i Skotland med et indbyggertal på mere end 15.000 personer, rangeret efter indbyggertal baseret på tal fra National Records of Scotland.
Den er delt i to sektioner. Den første er selvstændige byer ("Localities") som alle ligger i samme council area, mens den anden del er byområder ("Settlements"), der kan ligge i et eller flere council areas. I 2020 var der 656 localities og 514 settlements i Skotland.

## Localities
I Skotland er en locality et befolket området med samme postnummer og et befolkningstal på mindst 500 personer. Der er 52 localities med et befolkningstal på over 15.000 på listen nedenfor.
| Rang | By ("Locality") | Befolkning | Status | Council area          |
| ---- | --------------- | ---------- | ------ | --------------------- |
| 1    | Glasgow         | 632.350    | City   | Glasgow City          |
| 2    | Edinburgh       | 506.520    | City   | City of Edinburgh     |
| 3    | Aberdeen        | 198.590    | City   | Aberdeen City         |
| 4    | Dundee          | 148.210    | City   | Dundee City           |
| 5    | Paisley         | 77.270     | Town   | Renfrewshire          |
| 6    | East Kilbride   | 75.310     | Town   | South Lanarkshire     |
| 7    | Livingston      | 56.840     | Town   | West Lothian          |
| 8    | Dunfermline     | 54.990     | City   | Fife                  |
| 9    | Hamilton        | 54.480     | Town   | South Lanarkshire     |
| 10   | Cumbernauld     | 50.530     | Town   | North Lanarkshire     |
| 11   | Kirkcaldy       | 50.370     | Town   | Fife                  |
| 12   | Inverness       | 47.790     | City   | Highland              |
| 13   | Perth           | 47.350     | City   | Perth and Kinross     |
| 14   | Kilmarnock      | 46.970     | Town   | East Ayrshire         |
| 15   | Ayr             | 46.260     | Town   | South Ayrshire        |
| 16   | Coatbridge      | 43.950     | Town   | North Lanarkshire     |
| 17   | Greenock        | 41.280     | Town   | Inverclyde            |
| 18   | Glenrothes      | 38.360     | Town   | Fife                  |
| 19   | Stirling        | 37.910     | City   | Stirling              |
| 20   | Airdrie         | 36.390     | Town   | North Lanarkshire     |
| 21   | Falkirk         | 35.590     | Town   | Falkirk               |
| 22   | Irvine          | 34.130     | Town   | North Ayrshire        |
| 23   | Dumfries        | 33.470     | Town   | Dumfries and Galloway |
| 24   | Motherwell      | 32.840     | Town   | North Lanarkshire     |
| 25   | Rutherglen      | 30.950     | Town   | South Lanarkshire     |
| 26   | Cambuslang      | 30.790     | Town   | South Lanarkshire     |
| 27   | Wishaw          | 30.050     | Town   | North Lanarkshire     |
| 28   | Bearsden        | 28.470     | Town   | East Dunbartonshire   |
| 29   | Newton Mearns   | 28.210     | Town   | East Renfrewshire     |
| 30   | Clydebank       | 25.620     | Town   | West Dunbartonshire   |
| 31   | Elgin           | 25.040     | Town   | Moray                 |
| 32   | Renfrew         | 24.270     | Town   | Renfrewshire          |
| 33   | Bishopbriggs    | 23.680     | Town   | East Dunbartonshire   |
| 34   | Bathgate        | 23.600     | Town   | West Lothian          |
| 35   | Arbroath        | 23.500     | Town   | Angus                 |
| 36   | Kirkintilloch   | 21.870     | Town   | East Dunbartonshire   |
| 37   | Musselburgh     | 21.100     | Town   | East Lothian          |
| 38   | Dumbarton       | 20.480     | Town   | West Dunbartonshire   |
| 39   | Bellshill       | 19.700     | Town   | North Lanarkshire     |
| 40   | Peterhead       | 19.060     | Town   | Aberdeenshire         |
| 41   | St Andrews      | 18.410     | Town   | Fife                  |
| 42   | Bonnyrigg       | 18.320     | Town   | Midlothian            |
| 43   | Barrhead        | 17.890     | Town   | East Renfrewshire     |
| 44   | Blantyre        | 16.800     | Town   | South Lanarkshire     |
| 45   | Penicuik        | 16.150     | Town   | Midlothian            |
| 46   | Grangemouth     | 16.120     | Town   | Falkirk               |
| 47   | Kilwinning      | 16.100     | Town   | North Ayrshire        |
| 48   | Broxburn        | 15.970     | Town   | West Lothian          |
| 49   | Johnstone       | 15.930     | Town   | Renfrewshire          |
| 50   | Viewpark        | 15.830     | Town   | North Lanarkshire     |
| 51   | Larkhall        | 15.030     | Town   | South Lanarkshire     |
| 52   | Erskine         | 15.010     | Town   | Renfrewshire          |

## Settlements
I Skotland er en settlement et "samling af postnumre med høj densitet, der er omgivet af postnumre med lav densitet, hvis befolkningstal er mindst 500".
Der er 44 settlements med en befolkning på mere end 15.000 i listen nedenfor.
| Rang | Byområde                         | Befolkningstal | Localities | Council areas |
| ---- | -------------------------------- | -------------- | --- | --- |
| 1    | Greater Glasgow                  | 1.028.220      | Barrhead, Bearsden, Bishopbriggs, Bowling, Brookfield, Busby, Cambuslang, Clarkston, Clydebank, Duntocher & Hardgate, Elderslie, Faifley, Giffnock, Glasgow, Johnstone, Kilbarchan, Linwood, Milngavie, Netherlee, Newton Mearns, Old Kilpatrick, Paisley, Renfrew, Rutherglen, Stamperland, Stepps, Thornliebank | Glasgow City, East Dunbartonshire, East Renfrewshire, North Lanarkshire, Renfrewshire, South Lanarkshire, West Dunbartonshire |
| 2    | Edinburgh                        | 530.990        | Edinburgh, Musselburgh, Wallyford | City of Edinburgh, East Lothian                                                                                               |
| 3    | Aberdeen                         | 220.690        | Aberdeen, Cove Bay, Dyce, Milltimber, Peterculter | Aberdeen City |
| 4    | Dundee                           | 158.820        | Dundee, Monifieth, Invergowrie | Dundee City, Angus, Perth and Kinross                                                                                         |
| 5    | Motherwell & Wishaw              | 125.610        | Bellshill, Carfin, Holytown, Motherwell, New Stevenston, Newarthill, Newmains, Viewpark, Wishaw | North Lanarkshire |
| 6    | Falkirk                          | 103.380        | Brightons, Carron, Carronshore, Falkirk, Grangemouth, Larbert, Laurieston, Maddiston, Polmont, Redding, Reddingmuirhead, Rumford, Stenhousemuir, Wallacestone, Westquarter | Falkirk |
| 7    | Coatbridge & Airdrie             | 90.690         | Airdrie, Bargeddie, Chapelhall, Coatbridge | North Lanarkshire |
| 8    | Hamilton                         | 84.450         | Blantyre, Bothwell, Hamilton, Uddingston | South Lanarkshire |
| 9    | Dunfermline                      | 76.210         | Crossgates, Dunfermline, Inverkeithing, Rosyth | Fife |
| 10   | East Kilbride                    | 75.310         | East Kilbride | South Lanarkshire |
| 11   | Livingston                       | 65.770         | Livingston, Mid Calder, Polbeth, West Calder | West Lothian |
| 12   | Greenock                         | 65.690         | Gourock, Greenock, Port Glasgow | Inverclyde |
| 13   | Inverness                        | 63.730         | Balloch, Culloden, Milton of Leys, Inverness, Smithton, Westhill | Highland |
| 14   | Ayr                              | 62.270         | Ayr, Monkton, Prestwick | South Ayrshire |
| 15   | Bonnyrigg, Dalkeith & Gorebridge | 54.940         | Bonnyrigg, Dalkeith, Gorebridge, Mayfield, Newbattle | Midlothian |
| 16   | Cumbernauld                      | 52.420         | Croy, Cumbernauld | North Lanarkshire |
| 17   | Kilmarnock                       | 51.370         | Crookedholm, Hurlford, Kilmarnock | East Ayrshire |
| 18   | Kirkcaldy                        | 50.370         | Kirkcaldy & Dysart | Fife |
| 19   | Stirling                         | 49.950         | Bannockburn, Bridge of Allan, Stirling | Stirling |
| 20   | Perth                            | 47.350         | Perth | Perth and Kinross |
| 21   | Glenrothes                       | 44.760         | Coaltown of Balgonie, Glenrothes, Leslie, Markinch, Thornton | Fife |
| 22   | Irvine                           | 37.580         | Dreghorn, Irvine | North Ayrshire |
| 23   | Dumfries                         | 34.040         | Dumfries | Dumfries and Galloway |
| 24   | Saltcoats                        | 31.800         | Ardrossan, Saltcoats, Stevenston | North Ayrshire |
| 25   | Methil, Leven & Buckhaven        | 30.730         | Buckhaven, Kennoway, Leven, Methil, Windygates | Fife |
| 26   | Kirkintilloch                    | 29.960         | Kirkintilloch, Lenzie | East Dunbartonshire |
| 27   | Bathgate                         | 29.330         | Bathgate, Blackburn | West Lothian |
| 28   | Bonnybridge                      | 25.710         | Banknock, Bonnybridge, Denny, Dennyloanhead, Dunipace, Greenhill, Haggs, Head of Muir, High Bonnybridge, Longcroft | Falkirk |
| 29   | Elgin                            | 25.040         | Elgin | Moray |
| 30   | Vale of Leven                    | 24.130         | Alexandria, Balloch & Haldane, Bonhill, Renton | West Dunbartonshire |
| 31   | Arbroath                         | 23.500         | Arbroath | Angus |
| 32   | Dumbarton                        | 21.030         | Dumbarton, Milton | West Dunbartonshire |
| 33   | Alloa                            | 20.750         | Alloa, Sauchie | Clackmannanshire |
| 34   | Cowdenbeath                      | 19.330         | Cowdenbeath, Lochgelly, Lumphinnans | Fife |
| 35   | Peterhead                        | 19.060         | Peterhead | Aberdeenshire |
| 36   | St Andrews                       | 18.410         | St Andrews | Fife |
| 37   | Erskine                          | 16.830         | Erskine, Inchinnan | Renfrewshire |
| 38   | Larkhall                         | 16.400         | Ashgill, Larkhall | South Lanarkshire |
| 39   | Penicuik                         | 16.150         | Penicuik | Midlothian |
| 40   | Kilwinning                       | 16.100         | Kilwinning | North Ayrshire |
| 41   | Broxburn                         | 15.970         | Broxburn | West Lothian |
| 42   | Galashiels                       | 15.490         | Galashiels, Langlee, Tweedbank | Scottish Borders |
| 43   | Helensburgh                      | 15.160         | Helensburgh, Rhu | Argyll and Bute |